# Марцано-ді-Нола
Марцано-ді-Нола (італ. Marzano di Nola) — муніципалітет в Італії, у регіоні Кампанія,  провінція Авелліно.
Марцано-ді-Нола розташоване на відстані близько 210 км на південний схід від Рима, 30 км на схід від Неаполя, 18 км на захід від Авелліно.
Населення — 1734 особи (2014).
Щорічний фестиваль відбувається 10 листопада. Покровитель — святий Трифон.

## Демографія
Населення за роками:

Станом на 1 січня 2023 року в муніципалітеті офіційно проживало 65 іноземців з 13 країн, серед них 40 громадян країн Євросоюзу та 6 громадян України.

## Сусідні муніципалітети
- Домічелла
- Лівері
- Паго-дель-Валло-ді-Лауро
- Вішіано